# Echinoclathria confragosa
Echinoclathria confragosa är en svampdjursart som först beskrevs av Hallmann 1912.  Echinoclathria confragosa ingår i släktet Echinoclathria och familjen Microcionidae. Inga underarter finns listade i Catalogue of Life.